# Walter Comyn
Walter Comyn (... – novembre 1258) è stato un nobile e politico scozzese, principale reggente di re Alessandro III di Scozia durante la sua minore età.

## Biografia
Era il secondogenito di William Comyn, importante nobile scozzese e giudice di Scozia. Era per questo a stretto contatto col re Alessandro II di Scozia, partecipando al suo matrimonio a York nel 1221 e rimanendo membro stabile della sua corte durante la prima metà del XIII secolo. A seguito dello sterminio del clan ribelle dei Meic Uilleim i Comyn ricevettero molte delle loro terre, fra cui la signoria di Badenoch, della quale Walter fu investito nel 1229.
Poco dopo si sposò con Isabella, contessa di Menteith, divenendo a sua volta conte jure uxoris. Nel 1235 divenne governatore del Galloway e cominciò un'importante opera di fortificazione della regione, atto che non venne apprezzato da re Enrico III d'Inghilterra, che quindi attaccò la Scozia; la guerra terminò poco dopo con un accordo a York e con la sottomissione di Comyn (poi reiterata nel 1244). Questi avvenimenti tuttavia consolidarono Comyn come il capo della fazione anti-inglese alla corte scozzese, e ciò divenne evidente dopo la morte di Alessandro II nel 1249 e la salita al trono del figlio Alessandro III. Egli, ancora un bambino, dovette essere quindi sottoposto ad una lunga reggenza, e Walter Comyn per anni rivaleggiò col giudice di Scozia Alan Durward per ottenere il controllo del governo scozzese.
Non esitando a ricorrere alla violenza, nel 1251 Comyn e i suoi alleati riuscirono a cacciare Durward, che si rifugiò presso Enrico III. Sotto i Comyn, dediti principalmente all'arricchimento personale, la Scozia cadde nell'anarchia, costringendo così Enrico III ad intervenire: convocata tutta la nobiltà scozzese presso di sé, nel 1255 depose Comyn e reintegrò Durward nella sua posizione di reggente. Tuttavia l'autorità di Durward si dimostrò troppo debole, e nel 1257 Walter Comyn con un'audace spedizione riuscì a catturare Alessandro III mentre si trovava a Kinross, rapendolo e tenendolo prigioniero per i mesi successivi, agendo quindi come suo nuovo reggente.
Tuttavia per allora anche l'autorità di Comyn si era molto indebolita, ed entro il 1258 fu costretto a trattare con Durward. Poco dopo il conte di Menteith morì improvvisamente, secondo le fonti contemporanee per una caduta da cavallo, mentre per altre successive avvelenato dalla moglie Isabella, che intendeva sposare un cavaliere inglese suo amante. Walter Comyn non lasciava alcun erede diretto, anche se in alcuni documenti coevi appare menzionato un Henry Comyn, probabilmente figlio suo e di Isabella, che tuttavia dovette morire abbastanza giovane e prima dei genitori.